# Канела
 Тази статия е за подправката.  За града в Бразилия вижте Канела (град).  
Канелата е ароматна подправка, която се добива от вътрешната част на кората (по-точно от ликото) на тропическо лаврово дърво. След дъждовния период кората на дървото се обелва, тънкото лико се оставя да изсъхне, при което се навива на тънки рула. Съществува в няколко разновидности: цейлонска канела (Cinnamomum zeylanicum, синоним Cinnamomum verum), китайската ѝ разновидност касия (Cinnamomum cassia, синоним Cinnamomum aromaticum), виетнамска (Cinnamomum loureirii) и индонезийска (Cinnamomum burmannii). Последните три вида са с по-ниско качество и по-тъмен сиво-кафяв цвят. Най-скъпите сортове са тънки като хартия, с кафеникавочервен цвят. Фармацевтичното име на канелата е cortex cinnamoni. За родина на канелата се счита Шри Ланка (Цейлон), но канела се произвежда и в Китай, Ява, Египет, Индия, Южна Америка, Африка и Австралия. Дълго време начинът на добиване на канелата се е пазел в дълбока тайна и едва през 1505 г. с пристигането си в Цейлон португалците научават и разпространяват начина на произвеждане.
Канелата се използва най-вече в сладкарството, като се добавя към десерти, сладки питиета, конфитюри и сладка, но също така в малки количества може да се използва и за подправяне на агнешко и птиче месо. Фармацевтични изследвания доказват, че канелата притежава общоукрепващо имунната система свойство, помага за понижаване на кръвната захар, за което се препоръчва на хора, страдащи от диабет, възбужда апетита, спомага за храносмилането и има тонизиращо действие.